# Llista de monuments del Brull
Llista de monuments del Brull inclosos en l'Inventari del Patrimoni Arquitectònic Català pel municipi del Brull (Osona). Inclou els inscrits en el Registre de Béns Culturals d'Interès Nacional (BCIN) amb la classificació de monuments històrics, els Béns Culturals d'Interès Local (BCIL) de caràcter immoble i la resta de béns arquitectònics integrants del patrimoni cultural català.
| Monument                                            | Protecció   | Estil/època                        | Localització                               | Coordenades                                          | Codi?         | Imatge |
| --------------------------------------------------- | ----------- | ---------------------------------- | ------------------------------------------ | ---------------------------------------------------- | ------------- | --- |
| Castell del Brull                                   | BCIN 744-MH | Romànic X-XIII, XIX                | El Brull Nucli de l'església de Sant Martí | 41° 49′ 00″ N, 2° 18′ 16″ E / 41.816790°N,2.304370°E | RI-51-0005211 | Castell del Brull · Vegeu més fotos d'aquest monument · Carregueu una nova foto d'aquest monument                                    |
| La Sala                                             | BCIN 745-MH | Obra popular XIII, XVII-XVIII, XIX | El Brull                                   | 41° 48′ 16″ N, 2° 17′ 05″ E / 41.804329°N,2.284737°E | RI-51-0005212 | La Sala (el Brull) · Vegeu més fotos d'aquest monument · Carregueu una nova foto d'aquest monument                                   |
| Muralles de Montgròs                                | BCIN 746-MH | Ferro-ibèric                       | El Brull                                   | 41° 48′ 12″ N, 2° 16′ 24″ E / 41.803316°N,2.273317°E | RI-51-0005213 | Muralles de Montgròs (el Brull) · Vegeu més fotos d'aquest monument · Carregueu una nova foto d'aquest monument                      |
| Ajuntament del Brull                                | BCIL 2007   | Obra popular XIX-XX                | El Brull Pl. de l'Església                 | 41° 49′ 01″ N, 2° 18′ 19″ E / 41.816895°N,2.305285°E | IPA-22465     | Ajuntament del Brull · Vegeu més fotos d'aquest monument · Carregueu una nova foto d'aquest monument                                 |
| Església de Sant Martí del Brull                    | BCIL 2007   | Romànic XI, XVII                   | El Brull Pl. de l'Església, Sant Martí     | 41° 49′ 00″ N, 2° 18′ 20″ E / 41.816737°N,2.305512°E | IPA-22466     | Església de Sant Martí del Brull · Vegeu més fotos d'aquest monument · Carregueu una nova foto d'aquest monument                     |
| El Boix                                             | BCIL 2007   | Obra popular XVIII                 | El Brull El Boix                           | 41° 48′ 04″ N, 2° 16′ 55″ E / 41.801247°N,2.282029°E | IPA-22467     | El Boix (el Brull) · Vegeu més fotos d'aquest monument · Carregueu una nova foto d'aquest monument                                   |
| El Bruguer                                          | BCIL 2007   | Obra popular XVIII                 | El Brull El Bruguer                        | 41° 47′ 52″ N, 2° 16′ 16″ E / 41.797675°N,2.271170°E | IPA-22468     | El Bruguer (el Brull) · Vegeu més fotos d'aquest monument · Carregueu una nova foto d'aquest monument                                |
| Can Bordons                                         | BCIL 2007   | Obra popular XVIII                 | El Brull Can Bordons                       | 41° 47′ 33″ N, 2° 21′ 45″ E / 41.792381°N,2.362423°E | IPA-22469     | Carregueu una nova foto d'aquest monument                                                                                            |
| Can Coromines                                       | BCIL 2007   | Obra popular XVIII-XX              | El Brull                                   | 41° 48′ 43″ N, 2° 18′ 08″ E / 41.811810°N,2.302149°E | IPA-22470     | Carregueu una nova foto d'aquest monument                                                                                            |
| Casademunt                                          | BCIL 2007   | Obra popular XVI, XVIII            | El Brull                                   | 41° 48′ 58″ N, 2° 17′ 51″ E / 41.816077°N,2.297365°E | IPA-22471     | Casademunt (el Brull) · Vegeu més fotos d'aquest monument · Carregueu una nova foto d'aquest monument                                |
| Església del Mas Casademunt                         | BCIL 2007   | Historicisme XIX Final             | El Brull                                   | 41° 48′ 59″ N, 2° 17′ 52″ E / 41.816269°N,2.297887°E | IPA-22472     | Església del Mas Casademunt (el Brull) · Vegeu més fotos d'aquest monument · Carregueu una nova foto d'aquest monument               |
| Església de Sant Cristòfol de la Castanya           | BCIL 2007   | Romànic XI-XV                      | El Brull La Castanya                       | 41° 47′ 02″ N, 2° 21′ 08″ E / 41.783812°N,2.352192°E | IPA-22473     | Església de Sant Cristòfol de la Castanya (el Brull) · Vegeu més fotos d'aquest monument · Carregueu una nova foto d'aquest monument |
| El Vilar                                            | BCIL 2007   | Obra popular XVIII-XX              | El Brull La Castanya                       | 41° 46′ 45″ N, 2° 21′ 17″ E / 41.779069°N,2.354821°E | IPA-22474     | El Vilar (el Brull) · Vegeu més fotos d'aquest monument · Carregueu una nova foto d'aquest monument                                  |
| Mas Adrobau                                         | BCIL 2007   | Obra popular XVIII                 | El Brull La Castanya                       | 41° 46′ 46″ N, 2° 21′ 28″ E / 41.779536°N,2.357836°E | IPA-22475     | Carregueu una nova foto d'aquest monument                                                                                            |
| La Castanyera                                       | BCIL 2007   | Obra popular XVIII-XIX, XX         | El Brull                                   | 41° 48′ 51″ N, 2° 19′ 39″ E / 41.814069°N,2.327594°E | IPA-22476     | La Castanyera (el Brull) · Vegeu més fotos d'aquest monument · Carregueu una nova foto d'aquest monument                             |
| Creu de Collformic                                  | BCIL 2007   | Obra popular XIX-XX                | El Brull                                   | 41° 48′ 04″ N, 2° 20′ 52″ E / 41.801138°N,2.347828°E | IPA-22477     | Creu de Collformic (el Brull) · Vegeu més fotos d'aquest monument · Carregueu una nova foto d'aquest monument                        |
| Sant Andreu de la Castanya o masia de Sant Andreu   | BCIL 2007   | Obra popular XVII-XVIII            | El Brull                                   | 41° 48′ 09″ N, 2° 21′ 13″ E / 41.802549°N,2.353511°E | IPA-22478     | Carregueu una nova foto d'aquest monument                                                                                            |
| Font de Faig o Mitjancera o Mas Font del Faig       | BCIL 2007   | Obra popular XIX                   | El Brull Font del Faig                     | 41° 48′ 28″ N, 2° 20′ 29″ E / 41.807669°N,2.341415°E | IPA-22479     | Carregueu una nova foto d'aquest monument                                                                                            |
| Capella Mitjancera o de la Font del Faig            | BCIL 2007   | Obra popular XX mitjan             | El Brull Font del Faig                     | 41° 48′ 29″ N, 2° 20′ 27″ E / 41.808026°N,2.340858°E | IPA-22480     | Capella Mitjancera (el Brull) · Vegeu més fotos d'aquest monument · Carregueu una nova foto d'aquest monument                        |
| Les Illes                                           | BCIL 2007   | Obra popular XVIII, XX             | El Brull Les Illes                         | 41° 49′ 23″ N, 2° 17′ 33″ E / 41.823125°N,2.292601°E | IPA-22481     | Carregueu una nova foto d'aquest monument                                                                                            |
| La Morera                                           | BCIL 2007   | Obra popular XVIII                 | El Brull La Morera                         | 41° 48′ 46″ N, 2° 19′ 49″ E / 41.812704°N,2.330248°E | IPA-22482     | La Morera (el Brull) · Vegeu més fotos d'aquest monument · Carregueu una nova foto d'aquest monument                                 |
| L'Estanyol                                          | BCIL 2007   | Obra popular XVIII-XIX, XX         | El Brull La Morera                         | 41° 49′ 09″ N, 2° 16′ 56″ E / 41.819260°N,2.282264°E | IPA-22483     | Carregueu una nova foto d'aquest monument                                                                                            |
| El Pinar                                            | BCIL 2007   | Obra popular XX                    | El Brull El Pinar                          | 41° 49′ 18″ N, 2° 17′ 47″ E / 41.821666°N,2.296494°E | IPA-22484     | Carregueu una nova foto d'aquest monument                                                                                            |
| El Serrat                                           | BCIL 2007   | Obra popular XVIII                 | El Brull El Serrat                         | 41° 49′ 10″ N, 2° 17′ 34″ E / 41.819492°N,2.292828°E | IPA-22485     | Carregueu una nova foto d'aquest monument                                                                                            |
| El Solà                                             | BCIL 2007   | Obra popular XVI, XX               | El Brull El Solà                           | 41° 48′ 30″ N, 2° 17′ 54″ E / 41.808374°N,2.298403°E | IPA-22486     | Carregueu una nova foto d'aquest monument                                                                                            |
| Església de Sant Jaume de Viladrover o dels Bastons | BCIL 2007   | Romànic XII, XVII                  | El Brull Viladrover                        | 41° 49′ 39″ N, 2° 15′ 10″ E / 41.827424°N,2.252845°E | IPA-22487     | Església de Sant Jaume de Viladrover (el Brull) · Vegeu més fotos d'aquest monument · Carregueu una nova foto d'aquest monument      |
| Serra-Montmany                                      | BCIL 2007   | Obra popular XVII                  | El Brull Viladrover                        | 41° 49′ 42″ N, 2° 15′ 27″ E / 41.828281°N,2.257561°E | IPA-22488     | Serra-Montmany (el Brull) · Vegeu més fotos d'aquest monument · Carregueu una nova foto d'aquest monument                            |
| El Grau                                             | BCIL 2007   | Obra popular XVIII                 | El Brull Viladrover                        | 41° 49′ 41″ N, 2° 15′ 18″ E / 41.827953°N,2.254910°E | IPA-22489     | El Grau (el Brull) · Vegeu més fotos d'aquest monument · Carregueu una nova foto d'aquest monument                                   |
| Molí de l'Adrobau                                   |             | Obra popular                       | El Brull La Castanya                       | 41° 46′ 52″ N, 2° 21′ 58″ E / 41.780992°N,2.366050°E | IPA-40790     | Carregueu una nova foto d'aquest monument                                                                                            |